# Agriotes infuscatus
Agriotes infuscatus là một loài bọ cánh cứng trong họ Elateridae. Loài này được Desbrochers des Loges miêu tả khoa học năm 1870.